# جانا فرنانديز
جانا فرنانديز فيلاسكو (من مواليد 18 فبراير 2002) هي لاعبة كرة قدم إسبانية محترفة تلعب في مركز الدفاع لصالح نادي برشلونة الإسباني.

## مسيرتها الكروية
وُلدت فرنانديز في مارتوريل في منطقة بايكس يوبريغات في مقاطعة برشلونة. بدأت لعب كرة القدم في أكاديمية لا ماسيا التابعة لنادي برشلونة عام 2014 عندما كانت تبلغ من العمر اثنا عشر عاما.
شاركت فرنانديز لأول مرة مع نادي برشلونة في نوفمبر 2018 بعمر 16 عامًا و9 أشهر، بينما كانت لا تزال تلعب مع الفريق الثاني. كانت ثاني أصغر لاعبة تظهر مع النادي بعد احتراف نادي برشلونة للسيدات في عام 2015.
في صيف 2020، وقّعت فرنانديز أول عقد كامل لها مع النادي لمُدة ثلاثة مواسم.
في 10 مارس 2021، شاركت لأول مرة في دوري أبطال أوروبا للسيدات في الفوز 5–0 على الفريق الدنماركي فورتونا يورينغ. فاز برشلونة بدوري أبطال أوروبا في ذلك العام لأول مرة في تاريخه. شاركت فرنانديز في 16 مباراة بالدوري في أول موسم لها، وهو اللقب الذي فاز به برشلونة أيضًا. في 27 مايو 2021، ظهرت فرنانديز لأول مرة في كأس الملكة في الفوز 4–0 على نادي مدريد فاز برشلونة بكأس الملك 2021 في 30 مايو وأكمل الثلاثية القارية
سجلت فرنانديز هدفها الأول لبرشلونة في عام 2021 في الفوز 9–1 على ديبورتيفو ألافيس. في 14 فبراير 2022، أعلن النادي أن فرنانديز أُصيبت بتمزق في الرباط الصليبي لركبتها اليمنى وستغيب عن الملاعب لبقية موسم 2021–22. أنهت موسمها بالمشاركة في 18 مباراة وتسجيل هدفين.

## مسيرتها الدولية
لعبت فرنانديز في جميع الفئات العمرية لمنتخبات الشباب، بما في ذلك تحت 17 عام، وتحت 19 عام، وتحت 20 عام.
كانت جزءًا من منتخب إسبانيا تحت 17 سنة الذي فاز ببطولة أوروبا تحت 17 سنة 2018. بفوزها ببطولة تحت 17 سنة، تأهلت إسبانيا تلقائيًا إلى كأس العالم تحت 17 سنة 2018. لعبت فرنانديز جميع مباريات المنتخب الإسباني الذي فاز بالبطولة، وهي أول كأس عالم تفوز بها السيدات الإسبانيات في كل الفئات العمرية.

## الإحصائيات المهنية
اعتبارًا من 14 فبراير 2022
| النادي         | الموسم         | الدوري         | الدوري | الدوري  | الكأس  | الكأس   | كأس السوبر | كأس السوبر | أوروبا | أوروبا  | المجموع | المجموع |
| النادي         | الموسم         | الدرجة         | الظهور | الأهداف | الظهور | الأهداف | الظهور     | الأهداف    | الظهور | الأهداف | الظهور  | الأهداف |
| -------------- | -------------- | -------------- | ------ | ------- | ------ | ------- | ---------- | ---------- | ------ | ------- | ------- | ------- |
| برشلونة        | 2018–19        | الدرجة الأولى  | 1      | 0       | -      | -       | -          | -          | -      | -       | 1       | 0       |
| برشلونة        | 2020–21        | الدرجة الأولى  | 16     | 0       | 1      | 0       | 0          | 0          | 3      | 0       | 20      | 0       |
| برشلونة        | 2021–22        | الدرجة الأولى  | 12     | 2       | 0      | 0       | 2          | 0          | 4      | 0       | 18      | 2       |
| المجموعة الكلي | المجموعة الكلي | المجموعة الكلي | 29     | 2       | 1      | 0       | 2          | 0          | 7      | 0       | 39      | 2       |

## الإنجازات
برشلونة
- دوري أبطال أوروبا للسيدات: 2020–21، 2022–23[14]
- الدرجة الأولى: 2020–21، 2021–22، 2022–23
- كأس الملكة: 2020–21
- كأس السوبر الإسباني للسيدات: 2021–22

إسبانيا تحت 17 سنة
- بطولة أوروبا تحت 17 سنة: 2018
- كأس العالم تحت 17 سنة: 2018

## وصلات خارجية
- جانا فرنانديز على موقع إي إس بي إن إف سي (الإنجليزية)
- جانا فرنانديز على موقع قاعدة بيانات كرة القدم.إي يو (الإنجليزية)
- جانا فرنانديز على موقع Soccerway.com (الإنجليزية)
- جانا فرنانديز على موقع عالم كرة القدم.نت (الإنجليزية)